# Lütnantsbach
Der Lütnantsbach ist ein Fließgewässer in der Gemeinde Winkelsett in der Samtgemeinde Harpstedt im Landkreis Oldenburg in Niedersachsen.
Der etwa 2,5 km lange Bach hat seine Quelle nördlich von Beckstedt. Er fließt zunächst in nördlicher und dann in südwestlicher Richtung auf dem Gebiet von Hölingen, einem Ortsteil von Winkelsett. Die Mündung in die Hunte liegt etwa 1,5 km nördlich von Colnrade.